# La Chaussée-Saint-Victor
La Chaussée-Saint-Victor település Franciaországban, Loir-et-Cher megyében. Lakosainak száma 4488 fő (2022. január 1.). La Chaussée-Saint-Victor Blois, Saint-Denis-sur-Loire, Villebarou és Vineuil községekkel határos.

## Népesség
A település népességének változása:
| Lakosok száma | 2729 | 3395 | 4036 | 4046 | 4468 | 4510 | 4503 | 4524 | 4519 | 4488 |
|               | 1968 | 1982 | 1990 | 2006 | 2013 | 2015 | 2017 | 2019 | 2020 | 2022 |